# Vargfors kraftstation
Vargfors kraftverk i Västerbottens län uppfördes i slutet på 1950- och början på 1960-talet för dåvarande Statens Vattenfallsverk (Vattenfall AB) i Skellefte älv, omkring 15 kilometer nord-nordost om Norsjö.
Kraftverkets huvuddamm är en valvdamm i betong vilket är ovanligt i Sverige. Av samma dimensioner är endast dammen vid Krokströmmen i Ljusnan jämförbar. Kraftverket är också unikt såtillvida att det inte uppfördes av Vattenfall/Kraftbyggarna utan en utomstående entreprenör anlitades (Nya Asfalt AB).
Ovanför Vargforsens dämningsområde ligger Vattenfallägda Gallejaur och på nedströmssidan ligger det av Skellefteå Kraft ägda Rengård.